# Platón de Constantinopla
San Platón fue un monje de Asia Menor, que vivió hacia finales del siglo VIII y principios del siglo IX. Vivió en Constantinopla en tiempos del emperador Constantino Coprónimo y trabajó como notario. Su gran religiosidad le hizo abandonar la vida cómoda y mundana que llevaba e ingresó en un monasterio de los Simobolos, donde era abad Teocisto.
Más tarde, el mismo san Platón alcanzó la dignidad de abad, siéndolo del monasterio de Sacudión. Como tal acudió al Concilio de Constantinopla donde se opuso abiertamente a los iconoclastas. Mayores problemas le trajo su enfrentamiento con el emperador Constantino VI, al que acusó de adúltero, por lo que este le desterró.
Volvió dos años después de su destierro cuando el emperador fue destronado, pero no tardó en volver a caer en enemistad con el emperador Nicéforo a causa de la pretensión imperial de permitir regresar al patriarca excomulgado Josefo, a lo que el santo se negaba.
San Platón falleció el 4 de abril, fecha en que se conmemora su fiesta, del año 813.